# Казмирек, Кай
Кай Казмирек (нем. Kai Kazmirek; род. 28 января 1991, Торгау, Саксония) — немецкий легкоатлет, специалист по многоборьям. Выступает за сборную Германии по лёгкой атлетике с 2009 года, обладатель бронзовой медали чемпионата мира, победитель и призёр первенств национального значения, участник летних Олимпийских игр в Рио-де-Жанейро.

## Биография
Кай Казмирек родился 28 января 1991 года в городе Торгау.
Занимался лёгкой атлетикой в Нойвиде в местном клубе «Райн-Вид», изначально специализировался на прыжках в высоту, в частности в 2008 году становился чемпионом Германии среди юношей в этой дисциплине, но со временем стал склоняться к многоборьям.
Впервые заявил о себе на международном уровне в сезоне 2009 года, когда вошёл в состав немецкой национальной сборной и побывал на юниорском европейском первенстве в Нови-Саде, откуда привёз награду бронзового достоинства, выигранную в десятиборье.
В 2010 году стал шестым на юниорском мировом первенстве в Монктоне.
В 2011 году показал шестой результат на молодёжном европейском первенстве в Остраве.
На молодёжном европейском первенстве 2013 года в Тампере превзошёл всех своих соперников в десятиборье и завоевал золотую медаль.
В 2014 году был шестым в семиборье на чемпионате Европы в помещении в Сопоте и в десятиборье на чемпионате Европы в Цюрихе.
В 2015 году отметился выступлением на чемпионате мира в Пекине, где с результатом в 8448 очков вновь занял шестое место.
Благодаря череде удачных выступлений удостоился права защищать честь страны на летних Олимпийских играх 2016 года в Рио-де-Жанейро — набрал в сумме всех дисциплин десятиборья 8580 очков, тем самым установил свой личный рекорд и расположился в итоговом протоколе соревнований на четвёртой строке.
После Олимпиады в Рио Казмирек остался в составе легкоатлетической команды Германии на ещё один олимпийский цикл и продолжил принимать участие в крупнейших международных стартах. Так, в 2017 году он стартовал на чемпионате мира в Лондоне — с результатом в 8488 очков взял бронзу в программе десятиборья, уступив только французу Кевину Майеру и своему соотечественнику Рико Фраймуту.
В 2018 году с личным рекордом в 6238 очков стал четвёртым в семиборье на чемпионате мира в помещении в Бирмингеме.
В 2019 году показал шестой результат на международных соревнованиях Hypo-Meeting в Австрии, занял 17-е место на чемпионате мира в Дохе (не финишировал в беге на 110 метров с барьерами).